# 1770 Schlesinger
1770 Schlesinger је астероид главног астероидног појаса са средњом удаљеношћу од Сунца која износи 2,456 астрономских јединица (АЈ).
Апсолутна магнитуда астероида је 12,2.